# TeamSpeak
TeamSpeak — компьютерная программа, предназначенная для голосового общения в сети Интернет посредством технологии VoIP. От классического телефона отличается практически неограниченным количеством абонентов, разговаривающих одновременно. Больше всего это похоже на многоканальную рацию, в которой можно одновременно пользоваться несколькими каналами. При этом доступны все опции, разработанные ранее для удобства использования раций в полевых (боевых) условиях. Программы этого типа предназначены прежде всего для геймеров, но могут использоваться везде, где необходима голосовая связь и координация большой группы людей.
Подобные сервисы могут быть реализованы внутри самих игровых приложений, где общение участников и координация действий крайне необходимы для игрового процесса. Существуют программы c похожим набором функций, такие как Discord, Ventrilo, Skype, Roger Wilco, Mumble, TeamTalk, Raidcall.

## Работа программы
Для полноценной работы с TeamSpeak пользователю требуются наушники или колонки и микрофон. Для произношения фраз доступны два способа активации микрофона: кнопкой клавиатуры или мыши (англ. push to talk) и голосом (англ. voice activation). Активировавший микрофон участник отмечается индикатором ярко-синего цвета, в то время как молчащий пользователь имеет значок тёмно-синего цвета. Участники также могут ставить себе статусы, отключающие приём или передачу звука, либо просто информирующие о том, что человек вышел. Чтобы пользоваться TeamSpeak, необходимо знать адрес сервера, на котором установлена серверная часть программы, и пароль, если он требуется для соединения. Подключившись к серверу, пользователь попадает в канал по умолчанию, если при подключении не был указан путь в конкретный подканал. Весь сервер представляет собой корневую иерархическую систему каналов и подканалов, каждый из которых может иметь собственного модератора или супермодератора, а также свой уровень доступа, отличный от прочих каналов. Процесс общения представляет собой конференцию в реальном времени, в которой говорящие могут произносить реплики одновременно, подчас заглушая друг друга. Во избежание этого каждый участник может заблокировать лично для себя звук от другого участника либо скорректировать его громкость.

## История версий

### TeamSpeak Classic
Программа TeamSpeak Classic была выпущена в октябре 2001 года и создала основу для будущих версий программ. Разработчиком считается программист под псевдонимом «Tihon».
Выпущенная как «Freeware», первая версия TeamSpeak включала в себя клиент-сервер; клиент, непосредственно для общения, дружественный с файрволом; несколько каналов; администрирование пользователей, а также кросс-платформенную поддержку для Windows и Linux.
Сегодня продукт TeamSpeak Classic больше не поддерживается.

### TeamSpeak 2
Более удобна для смартфонов и геймеров.

### TeamSpeak 3
- Улучшено качество звука.
- Добавлены новые кодеки.
- Добавлена возможность отправки файлов.
- Новое оформление программы.

10 августа 2011 года вышла финальная версия TeamSpeak 3.0 для ОС: Windows, Linux и macOS.
Также после выхода линейки TeamSpeak 3.x доступны версии для мобильных устройств, работающих под управлением ОС Android и iOS.

## Дополнения
В связи с отсутствием встроенной возможности выводить отдельную информацию TeamSpeak поверх активного игрового приложения, такую как название канала и комнаты, ник участника дискуссии, возникла необходимость в создании такого приложения третьими лицами. На данный момент существуют пять способов видеть подобную информацию внутри игры:
- Расширение для миниэкрана клавиатуры Logitech G15. (Существует расширение и для Logitech G19)
- PlayClaw — программа для записи и трансляции игр с возможностью оверлея для Teamspeak